# Stephen Pearson
Pour les articles homonymes, voir Pearson.
Stephen Pearson, né le 2 octobre 1982 à Lanark, est un ancien footballeur écossais.
Il jouait au poste de milieu de terrain.

## Biographie
Pearson commence sa carrière à Motherwell et rejoint le Celtic en 2004. Reconnaissable par sa grande taille longiligne, il réalise des débuts prometteurs, en étant souvent titulaire, mais est ensuite surtout utilisé comme remplaçant par l’entraîneur Gordon Strachan. Il remporte avec le Celtic deux fois le Championnat d'Écosse. 
En janvier 2007 à la suite d'une demande pour plus de temps de jeu que l’entraîneur ne peut lui garantir, le club l'autorise à rejoindre Derby County en deuxième division anglaise, promu en Premiership pour la saison 2007-2008. Il retrouve par la même occasion son ancien entraîneur du côté de Motherwell FC, Billy Davies et Mohammed Camara son ancien partenaire au Celtic FC.
En 2008 il est prêté un temps à Stoke City. Le 4 novembre 2011, il est prêté deux mois à Bristol City et, en janvier 2012, y est définitivement transféré.
En 2014, Pearson dispute la première édition de l'Indian Super League avec les Kerala Blasters, à la suite de quoi il fait son retour à Motherwell.
Le 29 juin 2016, il rejoint Atlético de Kolkata.
Pearson compte dix sélections avec l'équipe d'Écosse entre 2003 et 2007.